# Tom Compernolle
Tom Compernolle (Brugge, 13 november 1975 – Aartrijke, 16 juni 2008), bijgenaamd TC Swoosh, was een Belgische militair en langeafstandsloper, die was gespecialiseerd in de 5000 m en het veldlopen. Compernolle heeft als atleet diverse overwinningen op zijn naam staan. Zo won hij in 2000 de Crosscup, was hij in 2001, 2002 en 2004 Belgisch kampioen op de 5000 m en in 2004 Belgisch kampioen veldlopen. Hij nam eenmaal deel aan de 5000 m op de Olympische Spelen, maar won hierbij geen medaille. Met zijn persoonlijk record van 13.14,75 was hij de vierde snelste Belg ooit op die afstand.

## Levensloop
Zijn eerste succes boekte Compernolle in 1996 door tijdens de Belgische kampioenschappen de 5000 m bij de beloften te winnen. In 1998 nam hij voor het eerst deel aan de Europese kampioenschappen veldlopen. Hierna zouden in deze discipline nog zes Europese en drie wereldkampioenschapsdeelnames volgen.
Op de 5000 m wist hij zich tweemaal te plaatsen voor de finale van een Europees kampioenschap. In 2002 behaalde hij een dertiende plaats en in 2006 werd hij tiende. Ook was Compernolle op dit onderdeel van de partij op de wereldkampioenschappen van 2001 in Edmonton en op de Olympische Zomerspelen van 2004 in Athene, maar sneuvelde bij beide gelegenheden in de kwalificatierondes met respectievelijk 14.27,83 en 13.43,44.
Aanvankelijk combineerde Tom Compernolle zijn sport met een job als bakker in een psychiatrische instelling in Beernem. In februari 2001 kreeg hij echter een profcontract bij Atletiek Vlaanderen, maar zag dat beëindigd in oktober 2005. Sinds oktober 2007 zat hij in het Belgische leger. Eind 2007 kroonde hij zich tot militair kampioen veldlopen in Schaffen. Op 14 juni 2008 kwam hij in actie tijdens de wedstrijd om de Gouden Spike in de Nederlandse stad Leiden, waar hij op de 3000 m een derde plaats behaalde. Dit was zijn laatste optreden als atleet.
Op 16 juni 2008 werd Compernolle op 32-jarige leeftijd het slachtoffer van een dodelijk verkeersongeluk, toen hij met drie andere militairen met een legertruck van de weg afraakte en in een gracht terechtkwam; de andere militairen raakten slechts lichtgewond. Volgens het parket van Brugge was dit ongeluk te wijten aan onoplettendheid.
Als atleet was hij aangesloten bij AS Rieme. Tom Compernolle woonde in Torhout, waar hij op 23 juni 2008 werd begraven.

## Belgische kampioenschappen
| Onderdeel | Jaar             |
| --------- | ---------------- |
| 5000 m    | 2001, 2002, 2004 |
| veldlopen | 2004             |

## Persoonlijke records
| Onderdeel   | Prestatie | Datum            | Plaats         |
| ----------- | --------- | ---------------- | -------------- |
| 1500 m      | 3.40,50   | 30 juli 2005     | Oordegem       |
| 1 Eng. mijl | 4.06,21   | 27 augustus 2002 | Luik           |
| 3000 m      | 7.50,32   | 24 augustus 2002 | Tessenderlo    |
| 5000 m      | 13.14,75  | 31 juli 2004     | Heusden-Zolder |
| 10.000 m    | 29.03,20  | 19 augustus 1998 | Tessenderlo    |

## Palmares

### 1500 m
- 2003  BK indoor - 3.47.18

### 3000 m
- 1998:  BK indoor AC - 8.20,55
- 1998:  Gent Meeting - 8.00,22
- 1999:  Duffel Meeting - 8.01,89
- 1999:  Tessenderlo Meeting - 7.55,89
- 2000:  Tessenderlo Meeting - 7.59,45
- 2001:  Fortis International Pekkersmeeting in Izegem - 8.06,13
- 2002:  Vittel Flanders Cup- Meeting voor Mon in Heverlee - 7.58,89
- 2002:  Flanders Cup in Tessenderlo - 7.50,32
- 2003:  Lausitzer Leichtathletik-Meeting in Cottbus - 7.55,85
- 2005:  Getax Flanders Cup in Tessenderlo - 7.56,15
- 2006:  Memorial Vertommen-Cuddy in Duffel - 8.12,87
- 2006:  Tessenderlo Group Meeting- Race 1 - 8.00,73
- 2007:  Memorial Vertommen-Cuddy in Duffel - 8.11,57
- 2007:  Gouden Spike in Leiden - 8.11,72
- 2008:  Memorial Vertommen-Cuddy in Duffel - 8.18,99
- 2008:  Gouden Spike in Leiden - 8.14,36

### 5000 m
- 2000:  Askina 2000 in Kassel - 13.34,17
- 2000: 5e Europacup A in Oslo - 13.52,57
- 2001:  Kerkrade Classic Meeting - 14.05,31
- 2001:  Askina in Kassel - 13.43,59
- 2001:  BK AC - 14.09,59
- 2001: 16e in reeks WK in Edmonton - 14.27.83
- 2002:  BK AC - 13.51,65
- 2002:  Nacht van de Atletiek - 13.17,04
- 2002: 13e EK in München - 13.57,46
- 2004:  BK AC - 14.05,49
- 2004: 14e in reeks OS in Athene - 13.43.44
- 2006: 10e EK in Göteborg - 14.03,27

### 10.000 m
- 1997: 10e EK U23 in Turku - 29.49,96

### 10 km
- 2004:  Knokke - 29.14
- 2007:  Gouden in Brugge - 28.48

### 15 km
- 2004:  Dwars Door in Hasselt - 44.18
- 2006:  Dwars Door in Hasselt - 43.13
- 2007:  Dwars Door in Hasselt - 46.36

### 10 Eng. mijl
- 2001:  Oostende-Brugge - 49.22
- 2004:  10 Mijl van Antwerpen - 48.34
- 2007:  Guldensporen van Vlaanderen - 51.50

### veldlopen
- 1998: 39e EK in Ferrara - 29.23
- 1999: 44e EK in Velenje - 35.58
- 2000: 29e EK in Malmö - 30.36
- 2000: eindwinnaar Crosscup
- 2001: 34e EK in Thun - 28.54
- 2001: 65e WK (korte afstand) in Oostende
- 2002: 38e EK in Medulin - 30.08
- 2003: 15e EK in Edinburgh - 31.37
- 2003: 86e WK (lange afstand) in Lausanne - 41.40
- 2004:  BK in Oostende - 36.38
- 2004: 31e WK (lange afstand) in Brussel - 38.02
- 2005: 57e EK in Tilburg in Tilburg - 28.48